# Ptychohyla erythromma
Ptychohyla erythromma (Rana de árbol común) es una especie de anfibio anuro de la familia Hylidae.

## Distribución geográfica
Esta especie es endémica del estado central de Guerrero, México. Habita entre los 700 y 950 m de altitud en la Sierra Madre del Sur.

## Publicación original
- Taylor, 1937 : New species of Hylid frogs from Mexico with comments on the rare Hyla bistincta Cope. Proceedings of the Biological Society of Washington, vol. 50, p. 43-54[5]